# Стазаев, Николай Тимофеевич
Николай Тимофеевич Стазаев — помощник командира взвода разведывательной роты 67-й механизированной бригады (8-й механизированный корпус, вначале 5-я гвардейская армия, 2-й Украинский фронт, затем 49-я армия, 2-й Белорусский фронт), сержант.

## Биография
Николай Тимофеевич Стазаев родился в семье рабочего в селе Новогеоргиевка Новосибирского округа Сибирского края (в настоящее время Искитимский район Новосибирской области). Работал жестянщиком в артели в городе Новосибирск.
В январе 1942 года Первомайским райвоенкоматом Новосибирска он был призван в ряды Красной армии. На фронтах Великой Отечественной войны с 7 ноября 1943 года.
Во время наступления бригады в Кировоградской области 12 декабря 1943 года рядовой Стазаев возле села Троянка по приказу командования проник в тыл противника и захватил офицера. Он также участвовал в освобождении пленных красноармейцев, захвате документов противника, в районе деревни Батазман подбил автомашину с боеприпасами, один захватил 3-х пленных. Приказом по 67-й механизированной бригаде от 5 января 1944 года он был награждён орденом Красной Звезды.
При выполнения задания по разведке ефрейтор Стазаев 9 января 1944 года на дороге возле станции Малая Виска в Кировоградской области заметил автомашину противника. Броском гранаты он подорвал автомашину и захватил в плен офицера и 3-х солдат противника. Пленные были доставлены в штаб, где дали ценные сведения.

На следующий день у села Марьяновка Великовисковского района при выполнении боевого задания он захватил в плен 2-х офицеров противника. Приказом по 8-му механизированному корпусу от 5 февраля 1944 года он был награждён орденом Славы 3-й степени.
В районе города Мариенборг (Мальборк) 25 января 1945 года сержант Стазаев обнаружил засаду противника и тем самым сорвал планы противника по удару в тыл войскам Красной армии.

Возле деревни Шрангильвальде он, обнаружив огневую точку противника, автоматным огнём уничтожил 4-х солдат противника и ранил унтер-офицера, которого взял в плен.

У деревни Синзици в составе отделения, столкнулся в группой пехотинцев противника. Подпустив их на близкое расстояние, отделение автоматным огнём уничтожило эту группу. Сам Стазаев лично уничтожил 6 солдат противника. В этом бою был ранен, но поле боя не покинул. Приказом по 2-му Белорусскому фронту от 13 марта 1945 года он был награждён орденом Славы 2-й степени.
Командир отделения сержант Стазаев в ночь на 12 февраля 1945 года наткнулся на засаду противника и завязал с ним бой, в ходе которого отделением было уничтожено 7 солдат противника и взяты в плен 2 унтер-офицера.

16 февраля при разведке восточное окраины города Конитц он обнаружил пулемётчика противника, который вёл огонь по стрелковым подразделениям. Стазаев под обстрелом подобрался к нему и забросал его гранатами, чем определил успех боя. Приказом по 67-й механизированной бригаде от 25 февраля 1945 года он был награждён вторым орденом Красной звезды.
В бою у деревни Цепелен 26 марта 1945 года сержант Стазаев обнаружил артиллерийскую батарею противника, ведущую огонь по шоссе, препятствуя подвозу боеприпасов к позициям. Он скрытно подобрался к батарее и огнём автомата уничтожил прислугу, убив 13 солдат противника и взяв в плен 2-х. 3 105-мм орудия вывел из строя гранатами.

В бою за город Данциг (Гданьск) 28 марта 1945 года он обнаружил большую группу автоматчиков и пулемётчиков противника противника, мешавших наступлению стрелковых подразделений. Он подобрался к ним и забросал пулемётные точки гранатами, а затем из автомата начал расстреливать солдат противника, которые в панике стали разбегаться. В этом бою он уничтожил 19 солдат противника, захватил 3 исправных пулемёта и 20 автоматов, чем обеспечил продвижение стрелковых подразделений бригады. Был представлен к званию Героя Советского Союза. Приказом по войскам 2-го Белорусского фронта от 22 июля 1945 года он был награждён орденом Красного Знамени.
При проведении разведки в районе города Нойштрелиц командир бронетранспортёра сержант Стазаев со своим отделением столкнулся со разведывательным взводом противника. В коротком бою было уничтожено 20 солдат противника и 18 солдат и унтер-офицеров было взято в плен. Лично Стазаев захватил в плен 8 солдат и 2-х офицеров. Приказом по 67-й механизированной бригаде от 21 мая 1945 года он был награждён третьим орденом Красной звезды.
Находясь в наблюдении за противником возле деревни Байетти 30 апреля 1945 года, сержант Стазаев обнаружил орудие противника, которое вело огонь по наступающим подразделениям. Выдвинувшись к орудию, он автоматным огнём уничтожил расчёт орудия (6 солдат) и принял бой с пехотой противника, и держал позицию до подхода подкрепления. Вместе с другими он развернул орудие и его огнём рассеял пехоту противника. 

В бою 1 мая 1945 года в городе Нойштрелиц он уничтожил в бою 3-х фаустников и 6 автоматчиков противника. Всего за 2 дня боёв его отделение взяло в плен 21 солдата и офицера противника. Указом Президиума Верховного Совета СССР от 29 июня 1945 года он был награждён орденом Славы 1-й степени.
В октябре 1945 года сержант Стазаев был демобилизован. Вернулся на родину, жил в Новосибирске. В 1965 году окончил Тайгинский техникум железнодорожного транспорта. Работал инженером-технологом на Новосибирском стрелочном заводе.
В 1985 году в ознаменование 40-летия Победы был награждён орденом Отечественной войны 1-й степени.
Скончался Николай Тимофеевич Стазаев 1 июня 1999 года.

## Память
- В мемориальном комплексе воинской части, расквартированной в городе Слоним, установлен его бюст.
- В Первомайском районе Новосибирска его имя носит улица.
- Похоронен на Инском (Первомайском) кладбище Новосибирска.